# Lauir de Oliveira
Lauir de Oliveira, mais conhecido como Lauzinho, (Reserva, 11 de abril de 1950) é um empresário e político brasileiro filiado ao Partido Republicano da Ordem Social (PROS).

## Biografia
Nas eleições de 1996, Lauzinho foi eleito pelo PDT o segundo vereador mais votado de Imbaú, obtendo 229 votos (7,17%). Foi vice-prefeito de Imbaú, no Paraná, entre 2001 e 2004, na chapa encabeçada por Sidnei da Silva Mendes, conquistando 2.307 votos (51,92%), derrotando Alcino Mendes.
Nas eleições de 2004, foi eleito prefeito de Imbaú pelo PT com 2.617 votos (48,80%), sendo reeleito na eleição seguinte com 3.904 votos (100%) exercendo dois mandatos consecutivos entre os anos de 2005 e 2012. Nas eleições de 2008 foi favorecido pela impugnação da candidatura de Sidnei da Silva Mendes, sendo o único candidato a prefeito no município.
Nas eleições de 2016 recebeu 3.492 votos (52,03%), vencendo pelo PROS, derrotando os candidatos Miro Vieira do PDT e Alcino Mendes do PSC, retornando à prefeitura após quatro anos.
Nas eleições de 2020, Lauzinho foi candidato à reeleição e obteve 1.611 votos (24,41%), ficando em segundo lugar, sendo derrotado pela candidata Dayane Sovinski do Republicanos.
Nas eleições municipais de 2024, Lauzinho foi candidato a vice-prefeito pelo PT, compondo a chapa do titular, o vereador Juninho do Miro (PSB). Eles disputaram a eleição na condição de oposição à atual prefeita de Imbaú, Dayane Sovinski (PSD), sendo derrotados pela candidata à reeleição que obteve 4.730 votos, o que totaliza 66,83% dos sufrágios. Juninho do Miro e Lauzinho, por sua vez, obtiveram 2.348 votos, o que representa 33,17% dos sufrágios. 